# Opius quadricolor
Opius quadricolor är en stekelart som beskrevs av Fischer 1979. Opius quadricolor ingår i släktet Opius och familjen bracksteklar. Inga underarter finns listade i Catalogue of Life.